# St Johns United AFC
St Johns United AFC is een voetbalclub uit St John's, een plaats op het eiland Man.

## Erelijst

### Competitie
- 2e divisie, kampioen in seizoenen: 1949-50, 2004-05, 2008-09, 2010-11

### Cup
- Manx FA Cup: 1971-72, 1975-76
- Paul Henry Gold Cup: 1997-98

## Stadion
Het stadion van St Johns United AFC is St John's Football Ground, gelegen in St John's. De capaciteit van het stadion is onbekend.